# Glycyrrhiza yunnanensis
Glycyrrhiza yunnanensis är en ärtväxtart som beskrevs av Pei Chun Qiong Li. Glycyrrhiza yunnanensis ingår i släktet Glycyrrhiza och familjen ärtväxter. Inga underarter finns listade i Catalogue of Life.